# ویلیام آکامبره
ویلیام آکامبره (فرانسوی: William Accambray‎؛ زادهٔ ۸ آوریل ۱۹۸۸) بازیکن هندبال اهل فرانسه است.
وی همچنین برندهٔ جوایزی همچون لژیون دونور (شوالیه) شده‌است.